# Élections générales espagnoles de 1989 au Pays basque
Les élections générales espagnoles de 1989 (en espagnol : Elecciones generales de España de 1989) se sont tenues le dimanche 29 octobre 1989 afin d'élire les 350 députés et 208 des 266 sénateurs de la IVe législature des Cortes Generales. 21 députés sont élus dans la communauté autonome du Pays basque.

## Résultats

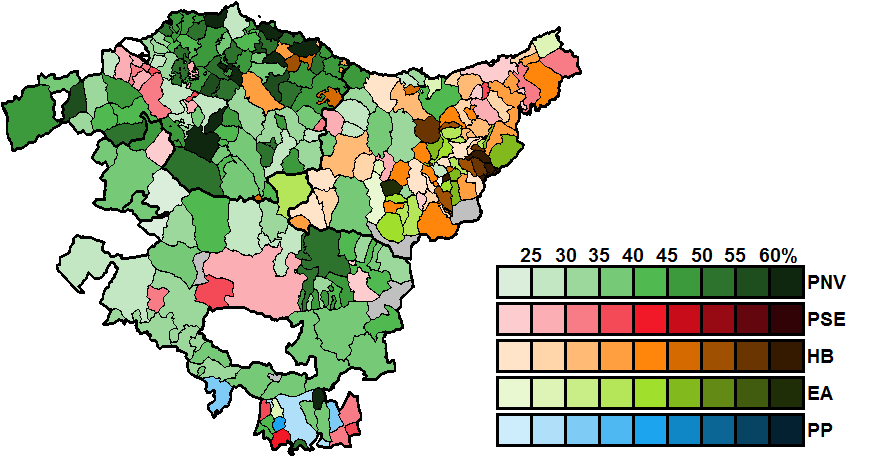
Résultats par commune.